# Parisita-(Ce)
La parisita-(Ce) és un mineral de la classe dels carbonats. Rep el seu nom de J.J. Paris, antic gerent de la mina de maragdes de Muzo, Colòmbia.

## Característiques
La parisita-(Ce) és un carbonat de fórmula química CaCe₂(CO₃)₃F₂. Cristal·litza en el sistema monoclínic. La seva duresa a l'escala de Mohs és 4,5. És l'anàleg amb ceri de la parisita-(Nd) i d'una altra espècie sense anomenar amb lantani.
Segons la classificació de Nickel-Strunz, la parisita-(Ce) pertany a «05.BD: Carbonats amb anions addicionals, sense H₂O, amb elements de terres rares (REE)» juntament amb els següents minerals: cordilita-(Ce), lukechangita-(Ce), zhonghuacerita-(Ce), kukharenkoïta-(Ce), kukharenkoïta-(La), cebaïta-(Ce), cebaïta-(Nd), arisita-(Ce), arisita-(La), bastnäsita-(Ce), bastnäsita-(La), bastnäsita-(Y), hidroxilbastnäsita-(Ce), hidroxilbastnäsita-(Nd), hidroxilbastnäsita-(La), parisita-(Nd), röntgenita-(Ce), sinquisita-(Ce), sinquisita-(Nd), sinquisita-(Y), thorbastnäsita, bastnäsita-(Nd), horvathita-(Y), qaqarssukita-(Ce) i huanghoïta-(Ce).

## Formació i jaciments
Va ser descoberta a la mina de Muzo (Boyacá, Colòmbia), en llits d'esquistos carbonosos, on sol trobar-se associada a altres minerals com: quars, pirita, marcassita, guix, maragda, calcita i albita.